# 蓬萊油菊
蓬萊油菊（学名：Dendranthema horaimontana）为菊科菊屬下的一个种。

## 扩展阅读
- 維基物種上的相關：蓬萊油菊